# Pocenia
Pocenia est une commune de la province d'Udine dans la région Frioul-Vénétie Julienne en Italie.

## Administration
| Période                                  | Période  | Identité      | Étiquette | Qualité |
| ---------------------------------------- | -------- | ------------- | --------- | ------- |
| 26 mai 2002                              | En cours | Sergio Anzile |           |         |
| Les données manquantes sont à compléter. |          |               |           |         |

### Hameaux
Torsa, Roveredo, Paradiso.

### Communes limitrophes
Castions di Strada, Muzzana del Turgnano, Palazzolo dello Stella, Rivignano, Talmassons, Teor.